# Clopas
|  | Per a altres significats, vegeu «Clopas d'Emaús». |

Clopas, Cleofàs o Alfeu és el nom de diversos personatges del Nou Testament, seguidors de Jesucrist, que semblen referir-se, sense seguretat, a una o més persones.
Els exegetes han debatut la identitat de les persones i el seu parentiu amb Crist. La tradició catòlica més estesa els interpreta com a variants d'un mateix nom aplicat a dues persones:
- Alfeu o Clopas, oncle patern de Jesús i germà de Josep de Natzaret; casat amb Maria, és el pare dels quatre "germans de Jesús" (és a dir, cosins) i, potser, es pot identificar amb el deixeble trobat a Emmaús.
- Alfeu, pare de Leví, recaptador d'impostos citat només a l'Evangeli segons Mateu.

## Noms
Κλωπᾶς (Klopas) i la seva variant Κλεόπας (Kleopas) és una abreviació del nom Κλεόπατρος, Kleópatros que vol dir "glòria del pare". Presenta altres variants: קלאופןס (Qleofòs); קלבוס (Qlebòs); קלופו (Qlofò); קלופא (Qlofà); Κ[λέο]πος (Klèopos); Κλεόβιος (Kleòbios); Κλωπᾶ (Klopà); o l'àrab ﻗﻠﻴﻮﻓﺎ (Qliofa).
Quant al nom Alfeu, l'etimologia es vincula a l'arrel חלפ (halàf), "tornar". Hi ha variants, a més d'Ἁλφαῖος (Halfàios): חלפי (Halfài); חילפאי (Hilfài); חלבו (Halbò); Χαλφὶ (Chalfì); Ἄλφιος (Álfios); Ἄλφειος (Álfeios).

## Citacions

### Clopas (Cleofàs)
Un Clopas (Κλωπᾶς) apareix a l'Evangeli segons Joan, Jn 19:25, on s'esmenta Maria de Clopas (Μαρία ἡ τοῦ Κλωπᾶ), o Maria Cleofàs, durant la crucifixió de Crist. La preposició "de" pot indicar que Maria és filla de Clopas o que n'és la seva esposa. L'examen de Mateu Mc 27:56 i Marc Mc 15:40, similars al versicle de Joan esmentat, ha portat a creure que Maria de Clopas és la mare de Jaume el Menor i de Josep, parent de Jesús i, per tant, Clopas el seu pare.
L'historiador Hegesip, citat per Eusebi de Cesarea, parla d'un Clopas (Κλωπᾶς) que era germà de Josep de Natzaret i pare de Simó, cosí de Jesús (Història eclesiàstica, 3,11,2; 3,32,4.6; 4,22,4). A la mateixa obra, 3,32,4, Eusebi diu que Simó era fill de Clopas i de Maria de Clopas.

### Alfeu
El nom Alfeu (Ἁλφαῖος) hi apareix en dues ocasions:
- com a pare de l'apòstol Jaume d'Alfeu (Ἰάκωβος ὁ τοῦ Ἁλφαίουi): a Mateu Mt 10:3; Marc MC 3:18; Lc 6:15 i Fets Ac 1:13..
- com a pare de Leví, el recaptador d'impostos cridat per Jesús en Marc MC 19:25: "καὶ παράγων εἶδε Λευῒν τὸν τοῦ Ἁλφαίου...", identificat per la tradició cristiana com a Mateu apòstol.

### Cleopas
Cleopas (Κλεόπας) apareix com un dels dos deixebles que Jesús troba a Emmaús, a Lluc Lc 24:18.

## Identitats
Els fragments neotestamentaris no permeten aclarir si el Clopas deixeble d'Emmaús i el marit de Maria són la mateixa persona o dues del mateix nom. Els exegetes catòlics concorden en què el marit de Maria Cleofàs i el germà de Josep són una mateixa persona.
Més problemes presenta la identificació d'Alfeu amb Clopas o Cleopas. La tradició cristiana occidental considerara que l'Alfeu de Jaume i el Clopas de Maria són la mateixa persona, des de la hipòtesi apuntada per Beda el Venerable (672/673–735) al Comentari a Marc 1, 3 (PL 92,161): "Maria, muller d'Alfeu fou germana de la mare del Senyor. La Maria és anomenada "de Cleofàs" per l'evangelista Joan, o perquè Alfeu era anomenat també Cleofàs, o perquè desposà Cleofàs després de la mort d'Alfeu, que va tenir lloc després del naixement de Jaume".
A favor d'aquesta identificació està el fet que els jueus i altres pobles semítics assumien sovint un segon nom grec similar fonèticament a l'hebreu o arameu original (Saül-Pau, Silas-Silvà, Josuè-Jasó...). Alfeu i Cleofàs serien variants en grec del mateix nom arameu חלפי Halfai. En contra, però, hi ha altres autors contemporanis (Wetzel, 1883; Nicoll, 1885; Brown; Blinzler, p. 144; Meier) que no pensen que Clopas sigui una transliteració del nom Halfai sinó un altre nom: קלופו, Qlofò, testimoniat en un text arameu del segle ii, o קלופא, Qlofà, testimoniat en una inscripció de Palmira.

### Tradició catòlica
La tradició catòlica, sobre la base de Jeroni d'Estridó identifica tres Maries a Joan, 19, 25. D'elles, Maria de Clopas seria l'esposa de Clopas, que era germà de Josep de Natzaret. Per tant, Maria de Clopas era cunyada de Maria, mare de Jesús. El text de Joan parla de "la germana de sa mare Maria de Clopas", entenent el terme "germana" de manera àmplia, com és d'habitud en les llengües semítiques i el grec neotestamentari. Els seus fills Jaume el Menor i Josep eren, doncs, cosins paterns de Jesús, a més del Simó que cita Hegesip.

### Tradició protestant
La tradició protestant, però, parla no de tres, sinó de quatre dones: Maria, la seva germana (no se'n diu el nom), Maria de Clopas i la Magdalena. En aquest cas, Maria de Clopas, mare de Jaume i Josep, no seria parenta de Jesús.

## Veneració
A l'Església catòlica, Clopas, deixeble de Jesús, es recorda el 25 de setembre. La tradició ortodoxa el considera un dels Setanta deixebles i pare de Simeó, segon bisbe de Jerusalem.